# Phùng Hoa Hoài Linh
Phùng Hoa Hoài Linh, còn gọi là Linh Mi, là một nữ diễn viên Việt Nam. Cô đóng phim từ sớm và được biết đến với vai Thu trong bộ phim Tâm hồn mẹ của đạo diễn Phạm Nhuệ Giang. Qua vai diễn này Hoài Linh nhận được giải Nữ diễn viên xuất sắc nhóm phim Á-Phi của Liên hoan phim quốc tế Dubai lần thứ 8, năm 2011.

## Tiểu sử
Sinh ngày 10 tháng 8 năm 1999 tại Hà Nội, là con út trong gia đình có hai chị em.

## Diễn xuất
Năm 2003, Hoài Linh được mời đóng một vai nhỏ trong phim điện ảnh truyền hình Lòng mẹ của Đài Truyền hình Việt Nam do Nguyễn Hữu Phần đạo diễn. Đầu năm 2010, khi đóng trong bộ phim Lều chõng của Nguyễn Thanh Vân, Hoài Linh đã gặp đạo diễn Phạm Nhuệ Giang và được bà chọn vào vai chính trong phim điện ảnh sắp sản xuất. Sau đó cô được tham gia bộ phim Lý Công Uẩn: Đường tới thành Thăng Long, trong thời gian đóng phim tại Trung Quốc, Hoài Linh nhận được kịch bản bộ phim Tâm hồn mẹ của Phạm Nhuệ Giang. Tâm hồn mẹ được bấm máy vào cuối năm 2010 với Hoài Linh trong vai bé Thu. Vai diễn này giúp Hoài Linh có được giải Nữ diễn viên xuất sắc nhóm phim Á-Phi của Liên hoan phim Dubai làn thứ 8, và đề cử Nữ diễn viên chính xuất sắc tại Liên hoan phim Việt Nam lần thứ 17, năm 2011.

## Phim đã tham gia
| Năm  | Phim                                         | Dạng phim                    | Vai diễn                    | Đạo diễn                              | Chú thích          |
| ---- | -------------------------------------------- | ---------------------------- | --------------------------- | ------------------------------------- | ------------------ |
| 2003 | Lòng mẹ                                      | Điện ảnh truyền hình         |                             | Nguyễn Hữu Phần hoặc Nguyễn Hữu Luyện | [ 5 ] [ 8 ] [ 9 ]  |
| 2008 | Chuyện ở Hoàng Sơn                           | Điện ảnh truyền hình / video |                             | Đặng Thái Huyền                       | [ 2 ] [ 6 ] [ 10 ] |
| 2008 | Chít và Pi                                   | Sitcom                       |                             |                                       |                    |
| 2010 | Lều chõng                                    | Truyền hình dài tập          |                             | Nguyễn Thanh Vân                      | [ 5 ]              |
| 2010 | Dịch vụ gỡ rối từ A đến Z                    | Truyền hình dài tập          |                             | Trần Trí Thành, Nguyễn Anh Tuấn       | [ 2 ]              |
| 2011 | Tâm hồn mẹ                                   | Điện ảnh                     | Thu                         | Phạm Nhuệ Giang                       | [ 3 ]              |
| 2012 | Carnet de Dubaï Hiver VI: Lumière et Reflets | Phim tài liệu                | (được nhắc đến)             | Gérard Courant                        | [ 11 ]             |
| 2012 | Thiên mệnh anh hùng                          | Điện ảnh                     | Hoa Xuân (lúc nhỏ)          | Victor Vũ                             | [ 5 ] [ 6 ]        |
| 2012 | Lý Công Uẩn: Đường tới thành Thăng Long      | Truyền hình dài tập          | Lê Thị Thanh Liên (lúc nhỏ) | Tạ Huy Cường                          | [ 2 ] [ 6 ]        |
| 2013 | Những người viết huyền thoại                 | Điện ảnh                     | Mây                         | Bùi Tuấn Dũng                         | [ 12 ]             |
| 2014 | Hoa phượng trắng                             | Dài tập                      |                             | Lưu Ngọc Hà                           |                    |
| 2014 | H'Mong sisters                               | Phim ngắn                    | Mu                          | Jeff Wong                             | [ 13 ]             |
|      | Chuyến đi tới thành phố                      | Phim ngắn                    |                             |                                       | [ 2 ] [ 14 ]       |

## Giải thưởng
|      | Sự kiện                            | Giải thưởng                 | Hạng mục                       | Kết quả   | Chú thích |
| ---- | ---------------------------------- | --------------------------- | ------------------------------ | --------- | --------- |
| 2011 | Liên hoan phim quốc tế Dubai lần 8 | Nữ diễn viên chính xuất sắc | Phim khu vực châu Á - châu Phi | Đoạt giải | [ 3 ]     |
| 2011 | Liên hoan phim Việt Nam lần thứ 17 | Nữ diễn viên chính xuất sắc | Phim truyện nhựa               | Đề cử     | [ 7 ]     |